# Jean Rapp

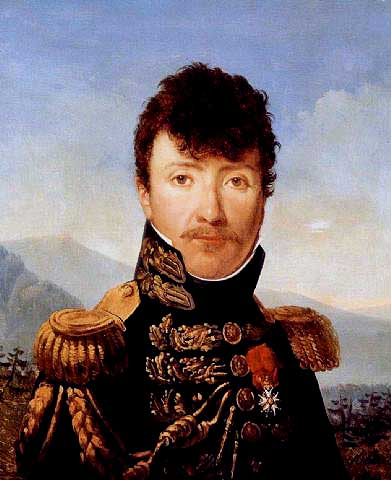
Portret van generaal Rapp.

Jean, graaf Rapp (Colmar, 27 april 1771 - Rheinweiler, 8 november 1821), was een Franse generaal en politicus tijdens de napoleontische oorlogen. Hij werd door de Franse keizer Napoleon Bonaparte bijgenaamd als l'Intrépide (De Dappere, De Stoutmoedige).

## Biografie

### Jeugd - start militaire carrière
Jean Rapp werd op 27 april 1771 in Colmar (Elzas) geboren in een burgerlijk gezin. Hoewel twee van zijn ooms in het koninklijke leger dienden wilden de ouders van Rapp, als lutheranen, dat hij predikant werd. Hij was een moeilijk maar sterk kind en was niet geschikt voor een sedentair beroep. In 1788 schreef hij zich in voor legerdienst bij een Frans cavalerieregiment (Chasseurs des Cévennes), dat een kazerne had in Ostheim ten noorden van Colmar. Vanaf dat moment diende hij als soldaat. Toen al werd hij bekend omwille van zijn moed en de vele verwondingen die hij opliep in de strijd.

### Rijnleger - Campagne Egypte
Te Ligenfeld (28 mei 1795) kreeg Rapp tijdens zijn diensten in het Armée du Rhin talrijke snijwonden aan het gezicht en de armen, wat hem ertoe aanzette te vragen om uit het leger te worden ontslagen. Zijn oom Elie Graff, kapitein binnen de Franse Nationale Garde, greep in en verzekerde Rapp van de post als tijdelijk adjudant van generaal Louis Charles Desaix (19 december 1796). Hij verdedigde het fort van Kehl in het bijzijn van Desaix. Rapp werd tijdens de belegering in de rechterknie geschoten.
Bevestigd als aide de camp (vleugeladjudant) en benoemd tot kapitein, kwam Rapp dankzij de steun van generaal Jean Moreau in contact met hooggeplaatste officieren van de verschillende legers. Hij vergezelde Desaix naar Italië in september 1797 waar hij Napoleon Bonaparte ontmoette in Passariano, in de buurt van Campo-Formio. Rapp sloot zich aan bij Desaix op de Egyptische veldtocht en diende met onderscheiding in de grote veldslagen, waaronder de aanval op Malta (10 juni 1798) en de Slag bij de Piramiden.
Bij Sediman (8 oktober 1798) leidde Rapp de verovering van een vijandelijke batterij en werd hij beloond met het bevel van een eskadron ruiters. Hij raakte ook gewond bij Samahoud (22 januari 1799), waarbij hij later de rang van chef de brigade verkreeg. Na de terugkeer van Bonaparte naar Frankrijk kreeg generaal Desaix de opdracht om met de Britse marineofficier Sidney Smith te onderhandelen over de Franse evacuatie van Egypte.
Tot aan de ondertekening van het Verdrag van El-Arish op 28 januari 1800, verbond Rapp zich tussen Desaix en generaal Jean-Baptiste Kléber, de laatste werd door Napoleon als plaatsvervangend bevelhebber aangeduid van de Franse strijdkrachten. Rapp verliet Egypte met Desaix op 4 maart 1800, maar keerde pas begin mei terug naar Frankrijk nadat hij onderweg naar huis door de Britse marine gevangen werd genomen.

### Consulaat
Na een korte periode van quarantaine werd Rapp weer vrijgelaten om terug toe te treden tot het leger. Op 14 juni 1800 werden zowel Desaix als Kléber gedood: de eerste bij de Slag bij Marengo en de tweede in Caïro bij een moordaanslag. Rapp werd verkozen door Napoleon als zijn aide de camp, een rol die hij tot 1814 vervulde. Hij kreeg een aantal vertrouwelijke missies, met name in de Vendée van juli tot augustus 1800, en werd ook belast met de organisatie en het commando van het Egyptische mammelukken eskadron in Marseille. Hij voltooide ook een aantal missies in België (februari tot maart 1803) en Zwitserland voordat Rapp naar Hannover en de monding van de Elbe werd gestuurd, waar hij toezicht hield op de verdedigingsvoorbereidingen tegen mogelijke Britse legerexpedities.
Bij zijn terugkeer in Frankrijk werd Rapp op 11 december 1803 lid van het Legioen van Eer en werd hij op 14 juni 1804 commandant van het Legioen.
In april 1805 trouwde Rapp met juffrouw Barbe Rosalie Joséphine Vanlerberghe (1790-1879), dochter van de rijke koopman Ignace-Joseph Vanlerberghe, die rijkdom vergaarde als leverancier aan de Franse legers, en eigenaar was van het lustslot Beaujon.

### Het Empire

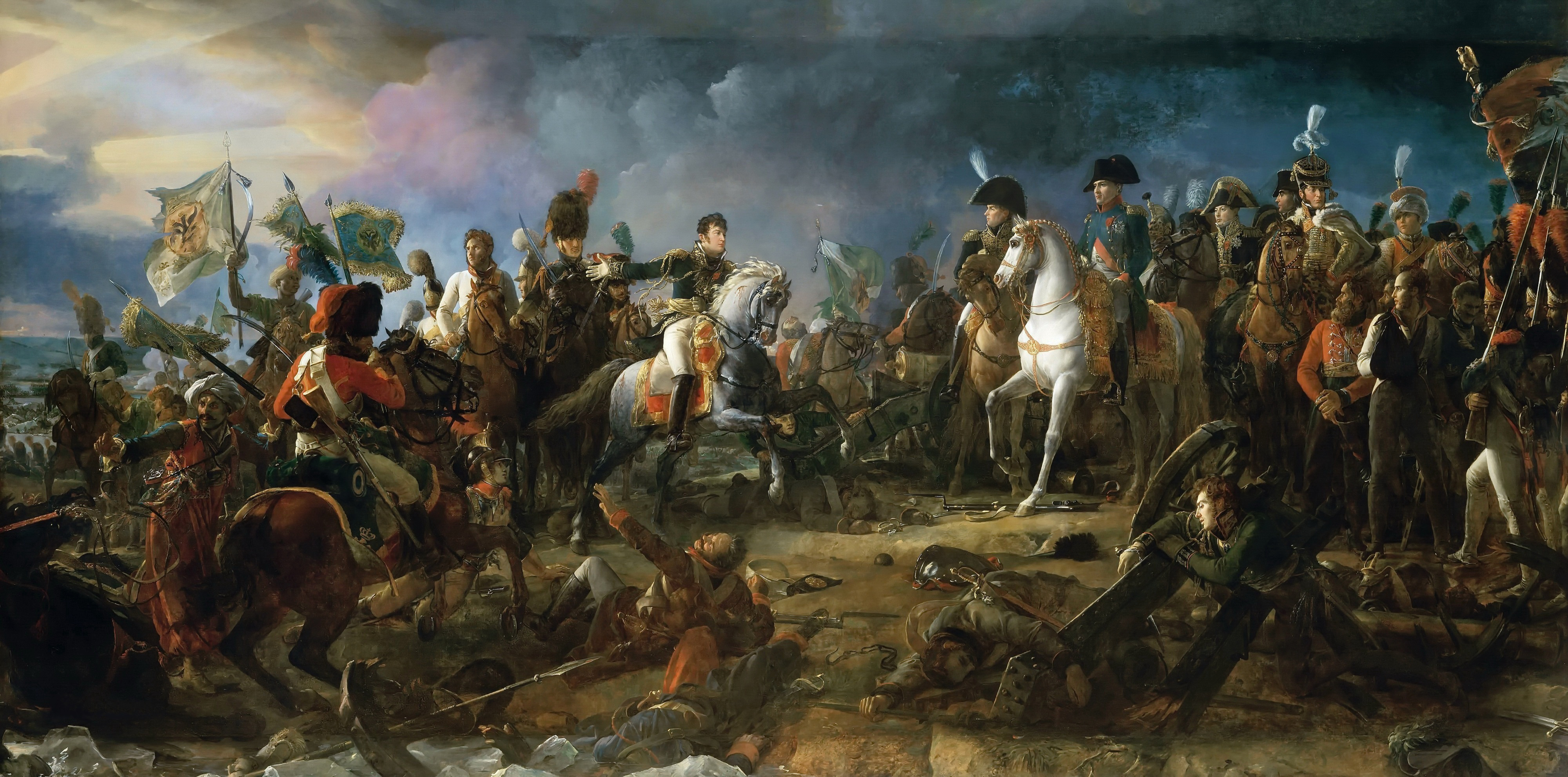
Rapp overhandigt buitgenomen banieren aan Napoleon tijdens de Slag bij Austerlitz.

Als vleugeladjudant voor de Franse keizer nam Rapp actief deel aan de Oostenrijkse campagne van 1805. In Ulm werd hij door Napoleon als gezant aangeduid om met de Oostenrijkse generaal Karl Mack te onderhandelen. "Je spreekt hun taal", zei de keizer, "ga eens kijken wat hij van plan is".
Tijdens de Slag bij Austerlitz leidde Rapp ruiterij van Napoleons Keizerlijke Garde: aan het hoofd van 48 (Egyptische) mammelukken brak hij de Chevalier Garde eenheid van de Russische Keizerlijke Garde. Hierbij ondersteunde de generaal de aanval van maarschalk Bessières op de Russische elite ruiterij. Tijdens de aanval wist hij de Russische generaal en prins Nikolaï Repnine-Volkonski gevangen te nemen. Eveneens lukte Rapp het om artillerie en troepenbagage buit te maken. Rapp raakte gewond maar werd aanzienlijk gecompenseerd met meer (militaire) onderscheidingen. Hij werd bijvoorbeeld benoemd tot divisiegeneraal op 24 december 1805.

### Campagne in Polen - 1807 - Danzig

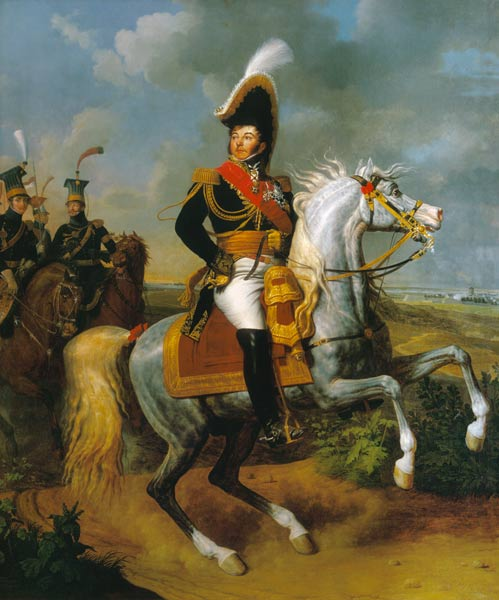
Rapp te paard.

Nauwelijks hersteld, vertrok hij om de Franse troepen van generaal Auguste de Marmont en de divisies van maarschalk Masséna die in Graz waren gestationeerd te inspecteren en keerde terug naar München voor het huwelijk van prins Eugène de Beauharnais op 13 en 14 januari 1806. Onmiddellijk daarna werd Rapp uitgezonden om de dienstplichtigen in Straatsburg, Hannover, Hamburg en Hameln te inspecteren voordat hij in de Pruisische campagne van 1806 werd ingezet.
De generaal nam deel aan de Slag bij Schleiz van 9 oktober 1806 (waar hij kurassiers aanvoerde) en was samen met Joachim Murat in Weimar, na de Slag bij Jena. Rapp diende ook in de Franse voorhoede in de veldslagen van Polen. Hij zag actie bij Borkowo met de dragonders van generaal Marc Antoine Beaumont, waar hij de Russische cavalerie onder generaal Kamensky versloeg (24 december 1806) en dwong de Russen Golymin te evacueren op 26 december. Daarbij raakte Rapp gewond en werd hij naar Warschau geëvacueerd ter verzorging.
In de Poolse hoofdstad weigerde hij zijn arm te laten amputeren, die door een kogel was verbrijzeld, of terug te keren naar Frankrijk. In plaats daarvan nam Rapp als gouverneur van Thorn leiding van de troepen, de gewonden en de zieken die aldaar van verschillende strijdtonelen toestroomden, en was hij betrokken bij de oprichting van de Poolse lichte cavalerie. Op 28 mei 1807 nam de generaal Danzig in bezit en werd Rapp benoemd tot gouverneur-generaal en opperbevelhebber van de stad. Hij behield deze titels tot 1814 en moest zich alleen aan Napoleon verantwoorden, een privilege die uniek was aan de functie van vleugeladjudant aan de Franse keizer.
Danzig was van levensbelang voor Napoleon, vandaar dat Rapp werd belast met de bewaking van wat de Franse keizer de "Boulevard du Nord" bestempelde. Na de bijeenkomst van Napoleon en de Russische tsaar Alexander I in Tilsit werd het omliggende gebied onderdeel van de Republiek Danzig, een onafhankelijke enclave omgeven door Pruisische landerijen. Het werd een voorhoede voor de Fransen en diende als vesting, haven en arsenaal aan de Oostzee.
Rapp vond in de Poolse handelstad een nieuwe liefde: mevrouw Boettcher (afkomstig van een familie uit de oude burgerij van Dantzig). Uit de affaire werden twee kinderen verwekt. Dat gegeven zorgde voor een breuk met zijn vrouw. De scheiding volgde in 1811.
Eind 1807 werd Rapp beloond met de benoeming tot Ridder van de IJzeren Kroon. Er volgden nog meer erkenningen, waaronder de Grote Kruizen van de Orde van de Leeuw, de Orde van Militaire Verdienste van Maximiliaan Jozef van Beieren en de Huisorde van de Trouw van Baden.
De titel van graaf van het Franse Keizerrijk werd vastgelegd op 19 maart 1808, waar verschillende dotaties aan verbonden waren: 5882 frank rente uit le Grand Livre (staatfonds aangelegd door Napoleon), 30.000 frank rente uit Westfalen, 25.000 frank rente uit Hannover en 40.000 frank rente uit Oost-Friesland.

### Campagne van 1809

Het wapenschild van generaal Rapp.

In 1809 nodigde Napoleon Rapp uit om zich bij hem te voegen voor de Oostenrijkse campagne. Tijdens de Slag bij Essling (22 mei 1809) leidde Rapp de Fusiliers de la Garde aan de zijde van generaal Georges Mouton.
Toen de generaal zag hoe groot de vijandelijke troepenmacht was om Essling aan te vallen, haastte Rapp zich naar Mouton om te proberen hem te overtuigen om samen de naderende Oostenrijkers aan te vallen, zelfs als het in directe tegenspraak was met Napoleons orders. Rapp vertelde Mouton: "Laten we ze aanvallen met de bajonet. Als we het voor elkaar krijgen, krijgen we allebei de eer. Als we falen, neem ik de schuld op me." Mouton was het ermee eens, en de gecombineerde troepen van hun eenheden hebben de aanval tegen de Oostenrijkse troepen met succes uitgevoerd, waardoor de Fransen nog een tijd konden standhouden. Napoleon, over het algemeen kwaad toen zijn orders niet werden opgevolgd en voornamelijk als het te maken had met zijn favoriete eenheid de Keizerlijke Garde, prees Rapp voor zijn snelle denkwerk dat uiteindelijk een goede beslissing was geweest.
Enkele dagen voor de Slag bij Wagram raakte de generaal gewond bij een koetsongeluk: hij brak enkele ribben en zijn schouder was ontwricht. Hij werd naar Schönbrunn gestuurd om te herstellen. Op 12 oktober 1809 verhinderde Rapp de Duitse student en radicaal Friedrich Staps om Napoleon te vermoorden.
In 1810 keerde de generaal terug naar Frankrijk, maar kreeg het bevel zijn post weer in te nemen te Danzig, waar Rapp op 10 juni aankwam. Bij zijn terugkeer zette hij zijn inlichtingennetwerken over Zweden, Rusland en de handel in de Oostzee weer op en organiseerde de generaal uitzendingen van troepen uit Polen, Saksen en Baden-Württemberg. Hij begreep het soldatenleven al te goed en behandelde de soldaten onder zijn bevel bijzonder zachtaardig. Rapp werd door de koning van Saksen voor de geleverde diensten geëerd met de Grand Cordon van de Militaire Orde van Sint-Hendrik (april 1811).
Rapp sprak echter zijn ongenoegen uit rond de breuk van Napoleon met diens vrouw, keizerin Joséphine de Beauharnais. De generaal viel even in ongenade bij zijn keizer voor zijn uitgesproken mening. Rapp stond ervoor bekend om geen blad voor de mond te nemen.

### Russische Veldtocht van 1812 - verdediging van Danzig - 1814

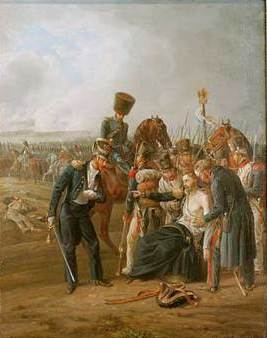
Rapp gewond tijdens de Slag bij Borodino.

Napoleon kwam op 7 juni 1812 in Danzig aan en informeerde Rapp dat de oorlog met Rusland was begonnen. Rapp sloot zich weer aan bij de keizer in Smolensk en nam deel aan de Slag bij Valoutina-Gora. Tijdens de Slag bij Borodino incasseerde Rapp in negentig minuten tijd vier verwondingen.
Bij zijn vertrek uit Moskou op 19 oktober redde Rapp, hoewel hij nog maar net hersteld was, voor de tweede keer het leven van Napoleon door een kozakkenaanval bij Gorodina terug te slaan. Hij nam ook deel aan de Slag bij Malojaroslavets, waar zijn paard onder hem werd neergehaald. Bij een achterhoedegevecht aan de zijde van maarschalk Michel Ney bij de Berezina rivier (28 november) raakte hij opnieuw gewond. Rapp droeg dan reeds vijfentwintig littekens op zijn lichaam.
Op 5 december 1812 kondigde Napoleon aan dat hij naar Parijs zou terugkeren en dat Rapp in Danzig de verdediging van de stad moest organiseren, dat als toevluchtsoord zou dienen voor de overlevenden van de terugtocht. Rapp was de opperbevelhebber van het X (10de) Franse legerkorps. De Russische generaals Matvej Platov en Peter Wittgenstein belaagden de stad met 40.000 manschappen. Zij konden beroep doen op een vloot van meer dan 40 schepen om de stad te bestoken met artillerievuur en om bevoorrading te voorzien.
Rapp, samen met generaal Charles Louis Dieudonné Grandjean en zijn 7de legerdivisie, overzag de uitbreiding van de verdedigingswerken van de stad en liet toegangswegen onder water zetten. Het garnizoen bestond uit een allegaar van nationaliteiten: Polen, Napolitanen, Fransen, Spaanse pioniers, Litouwse lansiers,...
Later schreef Rapp het volgende rond de belegering: 

Ik heb Danzig elf en een halve maand verdedigd. Ik bleef achter met 5.600 man van de 32.000. Ik verloor 17.000 soldaten aan ziekte, drie- tot vierduizend aan het zwaard en de rest bleef achter in Polen, Duitsland, Spanje en Napels. [...] Desondanks was de vijand nog steeds vierhonderd vadem van de citadel verwijderd toen ik werd verzocht tot overgave.

Op 27 november 1813 sloot hij een eervolle vredesconventie, waarin inhoudelijk werd bepaald dat het X legerkorps met al zijn artillerie, wapens en al zijn bagage naar Frankrijk zou kunnen terugkeren. Toen de geallieerde troepen Danzig verlieten, vernam Rapp dat tsaar Alexander weigerde de overgave te ratificeren en dat het garnizoen naar Rusland zou worden overgebracht tot een troepenruil zich voordeed: de generaal protesteerde heftig maar werd gedwongen zich te onderwerpen. Het was tijdens zijn gevangenschap in Kiev dat Rapp kennis nam van de tragische gebeurtenissen van 1814.
Hij werd met onderscheiding ontvangen door de teruggekeerde koning Lodewijk XVIII. Rapp werd op 3 augustus tot Ridder van Saint-Louis uitgeroepen en kreeg op 23 augustus het Grand Cordon van het Legioen van Eer toegekend.

### De Honderd Dagen - Slag bij La Souffel - overlijden

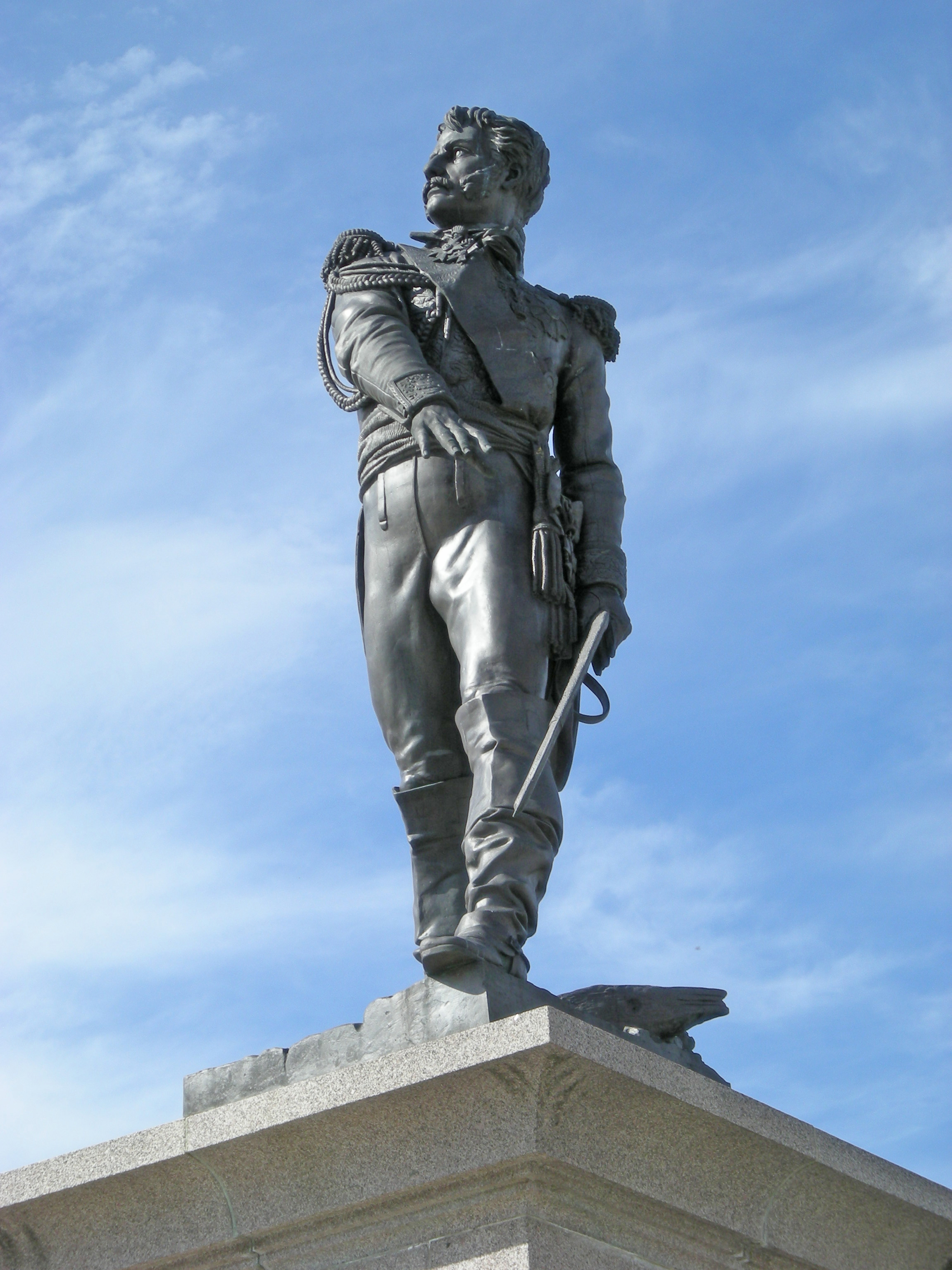
Standbeeld van generaal Rapp te Colmar.

Bij zijn terugkeer naar Parijs rond 13 juli 1814, schaarde Rapp zich noodgedwongen achter de Bourbons. Tijdens de Honderd Dagen periode keerde hij echter terug naar de dienst van Napoleon (door toedoen van collega generaals en goede vrienden Henri Gatien Bertrand en Jean Le Marois) en kreeg het bevel over het 5de Franse observatiekorps in de Elzas, dat kort daarna het Armée du Rhin zou worden (16 april 1815). Napoleon benoemde Rapp op 2 juni als pair de France. Hij werd belast met 30.000 man, maar nam niet deel aan de Slag bij Waterloo. Tien dagen later onderschepte hij vijandige troepen, zo'n 40 tot 50.000 manschappen, in de buurt van Straatsburg en versloeg de Oostenrijkers en hun bondgenoten onder leiding van de prins van Württemberg bij de Slag bij La Souffel op 28 juni 1815, de laatste Franse overwinning van de napoleontische oorlogen.
De ramp bij Waterloo maakte zijn dispositie en inspanningen nutteloos. Toen de soldaten kennis kregen van de nederlaag van het Franse Armée du Nord en de troonsafstand van Napoleon, kroop een universele ontmoediging in hun gelederen. Partizanen in de Vogezen stelden voor zich verder in de strijd tegen geallieerde troepen te storten. Rapp slaagde erin om de bruisende geesten te kalmeren.
Na zijn ontslag trok generaal Rapp, die door de royalisten werd bedreigd, zich terug in Aargau (Zwitserland) waar hij in 1816 kasteel Wildenstein verwierf. Rond 12 januari 1816 trouwde de generaal opnieuw, ditmaal met de dochter van de heer van Rheinweiler, Albertine-Charlotte, barones van Rothberg-Coligny. Rheinweiler, een klein dorp dat afhankelijk is van Bad Bellingen, ligt ongeveer 20 kilometer ten zuidoosten van Mulhouse op de rechteroever van de Rijn. Rapp kocht het kasteel op 9 augustus 1817 voor 121.165 frank.
Toen het gevaar van koninklijke reacties voorbij was, keerde hij in 1817 terug naar Parijs. Een koninklijk besluit van 22 juli 1818 plaatste hem in reserve. Op 5 maart 1819 werd Rapp (opnieuw) pair de France, enige tijd later werd hij benoemd tot eerste kamerheer en meester van de garderobe.
Desondanks verloochende Rapp zijn verleden niet. Zo snauwde de generaal een kolonel af tijdens een bal dat georganiseerd werd door maarschalk Laurent de Gouvion Saint-Cyr. Rapp vond dat het taalgebruik van de kolonel niet paste in het salon van een militair (alluderend op de maarschalk) die zijn titel had verkregen dankzij Napoleon.
Zijn dienst bij de koning was echter kortstondig: Rapp stierf op 8 november 1821 aan maagkanker. Hij werd begraven op het Ladhof kerkhof (Colmar) en zijn hart is aldaar te ruste gelegd in de protestantse kerk van Saint-Matthieu.
De naam van de generaal staat gegraveerd op de Arc de Triomphe, aan de oostzijde.